# Schreckensteinia erythriella
Schreckensteinia erythriella là một loài bướm đêm thuộc họ Schreckensteiniidae. Nó được tìm thấy ở đông bắc Bắc Mỹ, bao gồm và có thể giới hạn ở Illinois.
Sải cánh dài 10–12 mm.
Ấu trùng ăn hoa hoặc quản của loài Rhus.